# Karl Erik Bøhn
Karl Erik Bøhn (14. februar 1965 − 2. februar 2014) var en norsk lærer, håndboldspiller og træner. Pr. august 2011 har han fungeret som træner for Ungarns håndboldlandshold,  og har siden november 2011 også haft ansvaret for den højeste ungarske division, Győri Audi ETO KC.
Han spillede 126 kampe for Norges håndboldlandshold mellem 1986 og 1993. Han var træner for den norske kvindehåndboldklub Larvik HK fra 2005 til begyndelsen af 2011. Blandt hans resultater som træner for Larvik HK er flere norske mesterskaber, sejr i EHF Cup Winners' Cup i 2007/2008, semifinalist i EHF Champions League i 2009/2010.
Bøhn afsluttede sin kontrakt med Larvik HK i januar 2011, på grund af en kontrovers da Larvik-spilleren Heidi Løke, som også var Bøhn's kæreste, underskrev en kontrakt med den ungarske klub Győri Audi ETO KC.
Den 30. august, 2011 blev Bøhn annonceret til at være den nye cheftræner for Ungarns kvindehåndboldlandshold, og blev dermed den første udenlandske træner for landsholdet nogensinde. Han fik også et mandat til Sommer-OL 2006.
Tre måneder senere, den 23. november, 2011 trænede Bøhn den ungarske klub Győri Audi ETO KC, frem til udgangen af sæsonen.

## Meritter
- Den norske liga (Postenserien): Vandt i 2005/2006, 2006/2007, 2007/2008, 2008/2009, 2009/2010.
- Den norske cup: Vandt i 2005/2006, 2006/2007, 2008/2009, 2009/2010, 2010/2011
- Norgesmesterskabet: Vandt i 2005/2006, 2006/2007, 2007/2008, 2008/2009, 2009/2010

- EHF Women's Champions League Deltog i 2005/2006, 2006/2007, 2007/2008, 2008/2009, 2009/2010, 2010/2011, hvoraf det bedste resultat var semifinalen i 2009/2010
- EHF Women's Cup Winners' Cup: Vandt i 2007/2008.